# 宇宙優勢システム部
宇宙優勢システム部 (うちゅうゆうせいシステムぶ、Space Superiority Systems Directorate) はアメリカ宇宙軍宇宙ミサイルシステムセンターに属する組織。人工衛星システムを事故や敵の妨害から防御することを目的としている。司令部はカリフォルニア州ロサンゼルス空軍基地所在。人員は文民も含め約300名。

## 概要
軍事用をはじめとする人工衛星は、軍事のみならず経済活動にも欠かせないものであり、衛星システムの維持は国家活動にとって重要ものとなっている。当部隊の任務は、この人工衛星システムを維持し、自国・味方の活動を援助することである。敵の衛星攻撃兵器などによる妨害活動の排除やデブリをはじめとする宇宙空間環境に起因する事故の防止が主任務となる。
2006年からは敵の奇襲攻撃を認識・探知するシステム (RAIDRS) の開発を進めており、2009年に初期作戦能力を獲得予定である。また、2008年末には宇宙状況認識（宇宙空間のデブリなどの監視）用の宇宙配備宇宙監視衛星 (Space Based Space Surveillance, SBSS) が打ち上げられる予定となっている。SBSSは光学センサーにより、人工衛星の脅威となるデブリなどの発見・追跡に努めることとなっている。
このほか、敵の人工衛星システムの通信妨害を行なう方策も開発中である。

## 編制
- 宇宙状況認識群 (Space Situational Awareness Group) ：宇宙空間の環境および敵味方の状況を認識し、衛星システムの維持、宇宙空間における絶対的優勢の獲得に努める。
- 宇宙対抗群 (Counterspace Group) ：積極的対抗策および受動的対抗策を講じ、衛星システムの維持、宇宙空間における絶対的優勢の獲得に努める。